# Pana Hema Taylor
Pana Hema Taylor (ur. 14 września 1989 w Auckland, w Nowej Zelandii) – nowozelandzki aktor telewizyjny i filmowy.
Dorastał w Christchurch, w Nowej Zelandii, gdzie ukończył Aranui High School. Debiutował na ekranie w maoryskim edukacyjnym serialu Whanau (2007).
Z aktorką Danielle Cormack ma syna Te Ahi Ka, urodzonego 19 marca 2010.

## Filmografia
| Rok  | Tytuł                                    | Rola                     | Notes                |  |
| ---- | ---------------------------------------- | ------------------------ | -------------------- |  |
| 2007 | Whanau                                   | Harley                   | serial TV            |  |
| 2007 | Murzyni (Ebony Society)                  | niewymieniony w czołówce | film krótkometrażowy |  |
| 2010 | Boy                                      | Juju                     |                      |  |
| 2010 | Odkupienie (Redemption)                  | Zig                      | film krótkometrażowy |  |
| 2010 | Kawa                                     | Sebastian                |                      |  |
| 2011 | Do niczego (Good for Nothing)            | Młody Native American    |                      |  |
| 2012 | Spartakus (Spartacus: Vengeance)         | Tyberiusz / Nazir        | serial TV            |  |
| 2012 | The Most Fun You Can Have Dying          | David                    |                      |  |
| 2013 | Spartakus (Spartacus: War of the Damned) | Nazir                    | serial TV            |  |